# 木村祐一
木村 祐一（きむら ゆういち、1963年〈昭和38年〉2月9日 - ）は、日本の男性お笑いタレント、俳優、放送作家、コラムニスト。吉本興業所属。京都府京都市下京区出身。愛称は「キム兄」。

## 人物
NSC5期生と同期扱い（デビューは5期生よりも僅かに早い）のため、ダウンタウン、今田耕司、130Rなど年下の先輩が多い。浜田雅功（ダウンタウン）と初対面の際に浜田から「『木村さん』と呼ばせてください」と言われたが、木村は「後輩だから『さん付け』は止めてくださいよ」と断っている。東野幸治とは正確には東野の方が先輩に当たるが、東野が同期扱いしたことから、木村も東野を同期として扱っている。
ホテルマン、高利貸し、絵画商法の販売人、染め物職人を経て、中学の同級生だった栩野進と共に、お笑いコンビ『オールディーズ』を結成。順調に人気を獲得していた矢先の1990年9月7日、栩野が女子中学生と淫行に及ぶ不祥事を起こし逮捕される。これにより、栩野は吉本との専属芸能家契約を解除され、同時にコンビも解散となり、木村は予想もしない形でピン芸人の道を進むことになる。
当時、公私共に行動を共にしていたいわゆる「2丁目軍団」は、リーダー格のダウンタウンをはじめとしてほぼ全員が、NSC（吉本の養成所）出身であるが、その中においては異例の、劇場の裏方（幕引きや進行）出身であり、その仲間外れ感をネタにもしていた。
その後、活動拠点を東京へ移し、主にダウンタウンの番組出演の他、『ダウンタウンのごっつええ感じ』（フジテレビ）では第137回（1995年04月23日放送分）より放送作家としてもデビューした。
松本人志（ダウンタウン）に、「俺のために生まれてきたような男」「何回人生やってきたんや」と言わせるほど松本に対してはよく気がまわり、器用で芸人離れした知識と行動力を持つが反面、自分が出来るという自負ゆえか、出来ない後輩には非常に厳しく、怖い先輩として恐れられてもいる。だが、時にはズレたところで怒ることがあり苦笑する場合もある、と松本が語った。松本グループでのその母親的な面倒見と気遣い、料理の腕などから今田・東野らからは「松本人志の嫁」、高須光聖からは「松本の第一夫人」とからかわれる。その一方で中山秀征とも交友関係を持っている。
「キム兄やん」と呼ばれるようになった由来は、『MBSヤングタウン』（MBSラジオ）のコーナー名で使われていたのをそのまま使われるようになったため。明石家さんまや西郷輝彦も「キム兄」と呼ぶ。ダウンタウンら2丁目時代からの先輩・同期からは「キム」、辺見マリは「祐ちゃん」と呼ぶ。
ファッションに関心があり、要らなくなった服は多くの後輩芸人に譲っている。時々、後輩芸人を集めて時間制限つきで選ばせる内輪向けのイベントを開催している。要らなくなった服とはいえセンスの良い服がタダで手に入れられるため、後輩芸人からはそのイベントを「キムコレ」と呼ばれている。しかし松本からは、「私服ダサオや」「東野と2人で服ダサオ・FとAや」と貶されている。
かつては喫煙者だったが、40才の時に禁煙に成功している。
2001年には、板尾創路 (130R) と漫才コンビ「イタキム」を結成してM-1グランプリに出場、準々決勝まで勝ち進んだ。また、2010年3月には約9年ぶりに2人きりの舞台であるトークライブ「ざっぱ」が開催され、木村流のゆるせない話や板尾が最近観た映画の感想など、気の向くままのフリートークが繰り広げられた。
俳優としても活動し、映画『ゆれる』での検察官役が北野武に評価され、ビートたけし（北野）が審査委員長を務める東スポ映画大賞、第16回の新人賞に選ばれる。またDoCoMo2.0のCMにも妻夫木聡とともに数本出演している。『ブラックレイン』のオーディションを受けたがすぐに終わり、落選したと語っている（2007年12月13日放送の『ダウンタウンDX』（日本テレビ）より）。
2008年には映画監督にも挑戦し、実際に起きた事件を題材にした『ニセ札』（2009年4月11日公開）を制作した。
2008年6月6日、自身初の飲食店「屋台居酒屋 きむら庵」をサンシャイン栄にて開店。
自身の芸人活動の傍らNSC東京校の講師も務める。
2004年に『マルチなあいつ!』の企画で劇団・ゆきひら鍋という劇団を旗揚げする。劇団員も木村自らが選んだが、劇団員の中には早川伸吾や中沢健、もっぷんなども所属していた。
2010年4月4日より放送開始の『全快はつらつコメディ お笑いドクター24時!!』（朝日放送テレビ）で、週1回ながらもなんばグランド花月の舞台に約20年ぶりに復帰した。
M-1グランプリでは、前述の通り第1回には板尾創路（130R）とのコンビ「イタキム」として出場し、第2回からは第10回までの9回に渡り決勝戦のリポーターを務めた。また、2011年から2013年までのTHE MANZAI、2012年から2014年までのR-1ぐらんぷりでは審査員を務めた。

## 芸風
ピンネタでは「写術」を得意としており、ライフワークとして定期的に公演を続けている（2008年秋にはロサンゼルスにて初の海外公演も行われた）。頻度は少ないものの地上波のネタ番組に出演する際も毎回このスタイルで臨んでいる。用意された写真に即興でコメントを付けて笑いを取る行為は大喜利やフリップ芸では定番となっているが、木村による写術の最大の特徴は「予め木村本人が撮影した写真のみ」を使用している点にある。一見何の変哲もない写真（風景）に対して、独自の目線で鋭い解説をつけて笑いを取っていく手腕は高く評価されている。監督を務めた映画『オムライス』（2011年公開）は自身の芸風である「写術」を題材としている。

## 結婚
初婚と2度目の結婚は一般人。2005年に2度目の離婚をしている。
2006年1月9日に『ダウンタウンDX』(日本テレビ)で辺見えみりと婚約。同日、合同記者会見を行い、入籍（自身3度目）を報告。婚約指輪はティファニーで0.93カラットのものを購入し、プロポーズは神宮外苑の外周の車中でしたとのこと。『ダウンタウンDX』の特番などで夫婦共演もしていたが、2008年4月25日に3度目の離婚。結婚生活について辺見は、木村が結婚後3ヶ月で浮気をし、笑っている時間より誰かに文句を言っている時間の方が多かったため、それが辛かったと話していた。
2012年5月9日、『恋のから騒ぎ』（日本テレビ）に素人出演などしていた西方凌と自身4度目の入籍（西方は初婚）。西方との馴れ初めは、映画『ニセ札』の監督と女優としての出会い。公開直後の2009年4月に交際発覚。同時期、西方は木村と同じ吉本興業所属となっていた。2011年11月7日放送（10月26日収録）の『芸能BANG!』（日本テレビ系）に2人揃って出演し、2012年に結婚することを発表した。婚約指輪も贈っており、番組では木村の大ファンだった西方から熱烈なアプローチをして交際が始まったことや、西方から何度もプロポーズしたエピソードなども紹介。また、西方姓を名乗っているという報道があった。西方との間には2016年11月29日に第1子女児、2020年2月4日に第2子男児をもうけた。

## 出演

### テレビドラマ
- 国産ひな娘 File13（1999年6月30日、テレビ東京）
- 塩カルビ 第4話（2002年10月24日、テレビ神奈川・KBS京都） - 池田
- 大河ドラマ（NHK総合）
  - 新選組! 第6話（2004年2月15日） - そば屋の主人
  - おんな城主 直虎 第7話（2017年2月19日） - 岩松
- 乱歩R 第9話（2004年3月4日、よみうりテレビ・日本テレビ）
- 野ブタ。をプロデュース（2005年10月15日 - 12月17日、日本テレビ） - セバスチャン（体育教師）
- 夜王〜YAOH〜 第10話（2006年3月17日、TBSテレビ） - 医者
- 氷点 前編（2006年11月25日、テレビ朝日） - 北雪牛乳販売所店員
- その5分前「ラスト・ファイト」（2006年12月27日、NHK総合）
- おかわり飯蔵（2007年1月6日 - 3月31日、テレビ東京） - 主演・陣内飯蔵
- 君がくれた夏 〜がんばれば、幸せになれるよ〜（2007年8月18日、日本テレビ） - 木崎真人の同僚
- 生きる（2007年9月9日、テレビ朝日）
- 連続テレビ小説 ちりとてちん（2007年、NHK総合） - 熊五郎
- ハチミツとクローバー（2008年1月8日 - 3月18日、フジテレビ） - ローマイヤ先輩
- 裸の大将 山梨編〜富士山にニセモノが現われたので（2008年10月18日、フジテレビ） - ニセ清
- エド・はるみ物語（2008年11月7日、フジテレビ） - 本人役
- あの戦争は何だったのか 日米開戦と東條英機（2008年12月24日、TBSテレビ） - 佐藤賢了
- 名探偵の掟（2009年4月17日 - 6月19日、テレビ朝日） - 大河原番三
- 連続ドラマ小説 木下部長とボク 第5話（2010年2月11日、読売テレビ） - ノリ
- 新参者（2010年4月18日 - 6月20日、TBSテレビ） - 小嶋一道
- 示談交渉人 ゴタ消し 第5話・最終話（2011年2月3日・3月31日、読売テレビ制作、日本テレビ） - 仁科竜介
- ショートピース 「ギター弾きの恋・テイク2 告白」（2011年3月20日、フジテレビ）
  - ショートピース2 「運が悪い」（2011年5月22日）
- 月曜ゴールデン 浅見光彦シリーズ30 化生の海（2011年9月19日、TBSテレビ） - 横山警部
- デカ 黒川鈴木 第6話（2012年2月9日、読売テレビ制作、日本テレビ） - 丸田真司
- 金曜プレステージ 警察医・秋月桂の検死ファイル（2012年2月10日、フジテレビ） - 滝沢祐太
- 土曜ワイド劇場 アナザーフェイス〜刑事総務課・大友鉄〜（2012年5月26日、朝日放送） - 柴克志
  - アナザーフェイス〜刑事総務課・大友鉄〜2（2013年4月20日）
- 浪花少年探偵団「第1話」（2012年7月2日、TBSテレビ） - 福島文男
- 赤川次郎原作 毒<ポイズン> 第1話 - 第4話（2012年10月4日 - 25日、読売テレビ） - 中野耀太郎
- PRICELESS〜あるわけねぇだろ、んなもん!〜 第2話 - 第4話（2012年10月29日 - 11月12日、フジテレビ） - 佐倉辰彦
- 黒い十人の黒木瞳。Ⅱ「黒い2階の女〜その弐〜」（2012年12月29日、NHK BSプレミアム）
- 碧の海〜LONG SUMMER〜（2014年6月30日 - 8月29日、東海テレビ・フジテレビ系） - 新垣晴雄
- スペシャルドラマ 必殺仕事人2014（2014年7月27日、朝日放送） - 上方の蛇松
- 水曜ミステリー9 借王＜シャッキング＞〜華麗なる借金返済作戦〜（2014年12月17日、テレビ東京） - 信然大介
- 連続ドラマW 煙霞 〜Gold Rush〜（2015年7月18日 - 8月8日、WOWOW） - 中尾
- 土曜ワイド劇場 おかしな刑事 居眠り刑事とエリート女警視の父娘捜査13（2015年12月26日、テレビ朝日） - 原島吾郎
  - おかしな刑事 居眠り刑事とエリート女警視の父娘捜査14（2016年10月22日）
- TBS年末スペシャルドラマ 赤めだか（2015年12月28日、TBSテレビ） - タクシー運転手
- マネーの天使〜あなたのお金、取り戻します!〜 第7話（2016年2月18日、読売テレビ） - 福沢タケル
- 金曜プレミアム 松本清張スペシャル かげろう絵図（2016年4月8日、フジテレビ） - 落合久蔵
- 砂の塔〜知りすぎた隣人 第1話 - 第5話（2016年10月14日 - 11月11日、TBSテレビ） - 猪瀬伸二[11]
- 石川五右衛門 第5話・第6話（2016年11月11日・18日、テレビ東京） - 伊藤次盛
- 雲霧仁左衛門3 第5話（2017年2月3日、NHK BSプレミアム） - 岩間三蔵
- 獄医立花登手控え2 第1話（2017年4月7日、NHK BSプレミアム） - 清次郎
- みをつくし料理帖（2017年5月13日 - 7月8日、NHK総合） - 清右衛門
  - みをつくし料理帖スペシャル（2019年12月14日 - 12月21日、NHK総合）
- 池波正太郎時代劇 光と影 第4話「二宮尊徳 秘話」（2017年11月14日、BSジャパン） - 豊田正作
- 陸王 第5話・第6話（2017年11月19日・26日、TBSテレビ） - 橘健介
- シグナル 長期未解決事件捜査班（2018年4月10日 - 6月12日、関西テレビ放送・フジテレビ系） - 山田勉
  - シグナル 長期未解決事件捜査班 スペシャル（2021年3月30日）
- いつかこの雨がやむ日まで（2018年8月4日 - 9月29日、東海テレビ・フジテレビ系） - 剛田仁志
- 東野圭吾「ダイイング・アイ」（2019年3月16日 - 4月20日、WOWOW） - 小塚洋平
- パーフェクトワールド（2019年4月16日 - 6月25日、関西テレビ放送・フジテレビ系） - 渡辺剛
- ボイス 110緊急指令室 第1話 - 第7話（2019年7月13日 - 8月31日、日本テレビ） - 沖原隆志
- これは経費で落ちません! 第1話（2019年7月26日、NHK総合） - チコちゃん（声）
- 連続ドラマW 引き抜き屋〜ヘッドハンターの流儀〜 第1話（2019年11月16日、WOWOW） - 三好初彦
- ランチ合コン探偵〜恋とグルメと謎解きと〜（2020年1月9日 - 3月12日、読売テレビ） - 亀田広[12]
- WOWOWオリジナルドラマ 異世界居酒屋「のぶ」 episode6（2020年6月20日、WOWOW） - 塔原[13]
  - WOWOWオリジナルドラマ 異世界居酒屋「のぶ」Season3 〜皇帝とオイリアの王女編〜（2023年1月13日 - 、WOWOW）[14]
- 日暮里チャーリーズ 第2話・第3話（2020年8月9日・16日、ABCテレビ / 8月16日・23日、テレビ朝日系） - 師山譲二（特別出演）[15]
- 正月時代劇 ライジング若冲 天才 かく覚醒せり（2021年1月2日、NHK総合・BS4K）
- レッドアイズ 監視捜査班（2021年1月23日 - 3月27日、日本テレビ） - 山崎辰二郎[16]
- 彼女はキレイだった（2021年7月6日 - 9月14日、関西テレビ・フジテレビ） - 岸田庸司[17]
- 密告はうたう 警視庁監察ファイル（2021年8月22日 - 9月26日、WOWOWプライム） - 石黒久徳
- ファーストステップ～世界をつなぐ愛のしるし（2022年3月27日、BSよしもと） - 中崎安智[18]
- パパとなっちゃんのお弁当 第11話 - （2023年1月30日 - 3月17日、日本テレビ） - 堀田しまお[19]
- グレースの履歴（2023年3月19日 - 5月7日、NHK BS4K・BSプレミアム） - 角田純作[20]
- お別れホスピタル（2024年2月3日 - 2月24日、NHK総合） - 安田虎太郎 役[21]
- 藤子・F・不二雄 SF短編ドラマ シーズン3「異人アンドロ氏」（2025年3月27日、NHK BSプレミアム4K）[22]

### 配信ドラマ
- Zアイランド〜関東極道炎上篇〜（2015年、dTV） - 竹下組反町組組長 反町
- レッドアイズ 監視捜査班 The First Mission（2021年3月20日 配信、Hulu） - 山崎辰二郎[23]
- 全裸監督2（2021年6月24日 全話配信、Netflix） - 警察官

### バラエティ番組
- 4時ですよーだ（毎日放送）
- よしもと新喜劇（毎日放送）
- 夕焼けの松ちゃん浜ちゃん（朝日放送）
- 松ちゃん浜ちゃんの純情通り3番地（朝日放送）
- ビレッジ吉本（TBSテレビ）
- ダウンタウンの素（毎日放送）
- ダウンタウンのごっつええ感じ（フジテレビ）- 構成、不定期で出演。
- 生生生生ダウンタウン（TBSテレビ）
- 摩訶不思議 ダウンタウンの…!?（朝日放送）
- ダウンタウン汁（TBSテレビ）
- ダウンタウン也（TBSテレビ）
- かざあなダウンタウン（テレビ朝日）
- ダウンタウンDX（読売テレビ）- 構成（自ら出演する際は構成には不参加）
- 進め!クリフハンガー冒険隊（CBCテレビ）
- わらいのじかん→わらいのじかん2（テレビ朝日）
- 新どっちの料理ショー（読売テレビ）-「芸能界料理戦争」ではシェフとして出場した。
- 伊東家の食卓（日本テレビ）- 構成
- 浜ちゃんと!（読売テレビ）
- TV's HIGH（フジテレビ）- 構成、出演
- 木村とご飯（テレビ東京）
- キムミシュラン（毎日放送）
- "笑"たいむ (2008・2009) (NHK BS2)
- 爆笑そっくりものまね紅白歌合戦スペシャル（フジテレビ）- 出演（2002年12月24日 - 2013年2月1日）
- 笑う子犬の生活（フジテレビ）- 作家、番組キャラクターの赤さんの声も担当。
- 平成日本のよふけ（フジテレビ）- 作家、構成、番組キャラクターの赤さんの声も担当
- 笑う犬の発見 Go with flow!（フジテレビ）- 作家
- 超!よしもと新喜劇（毎日放送）- ブレーン
- FNS ALLSTARS 27時間笑いの夢列島（フジテレビ）- 作家、出演
- ドキュメント松本人志の本当 (NHK BS2) - 構成
- Oh!黄金サービス（フジテレビ）- 構成
- ザッツお台場エンターテイメント! ダウンタウンの今夜は150分アニメデモミー賞（フジテレビ）- 構成
- マルチなあいつ!（読売テレビ）
- はじめての一枚（読売テレビ）
- 全快はつらつコメディ お笑いドクター24時!!（朝日放送）
- よしもと情熱コメディ〜TVのウラ側で大騒ぎ!モンスターAD奮闘記〜（読売テレビ）
- 木村web堂（ヨシモトファンダンゴTV）
- 木村祐一の写術テレビ（ヨシモトファンダンゴTV）
- チコちゃんに叱られる!（NHK総合）- チコちゃんの声を担当(番組のトークで木村の話になる時は名前では呼ばれず「チコの知り合いのおじさん」と呼ばれる。）

### 情報番組
- 興味のルツボ 〜ウィークエンドDADADA〜（CBCテレビ）
- ラジかるッ（日本テレビ）
- 情報ライブ ミヤネ屋（読売テレビ）
- Cheeky's Cast 1（BSよしもと）- 水曜MC

### テレビアニメ
- おしりたんてい×チコちゃんに叱られる ププッねらわれたチコちゃんのたからもの（2023年、NHK Eテレ） - チコちゃん役

### ラジオ番組
- MBSヤングタウン木曜日（1991年4月 - 1991年10月、毎日放送ラジオ）
- ブジオ! （2005年10月 - 2006年3月、TBSラジオ）
- らじるラボ火曜日（2022年10月4日 - 2023年3月14日、NHKラジオ第1）
- ふんわり火曜日（2023年4月4日 - 、NHKラジオ第1）

### CM
- ファミリーマート
- 黄桜
- JR西日本
- 日本コカ・コーラ
  - ジョージア（2007年）
  - 一 茶花（2008年）
  - ジョージア・エメラルドマウンテンブレンド（2010年、松本率いる「スッキリ派」）
- NTTドコモ デコメール「考えられへんぞ!!」編、FOMAハイスピード「サクサクダウンロード」編、2in1「2in1やねん」編（2007年 - 2008年）
- サントリーフーズ
  - ボス『ヘッドライト・テールライト2019篇』長距離トラック運転手役。話中に「チコちゃんに叱られる!」を意識した内容も盛り込まれていて、行き付けの食堂にいる、チコちゃんに風貌が似た10歳の女の子「チエちゃん」（新井美羽が演じる）に「早よ食べな。ボーっとしてたら、冷めるで」と木村が叱られるシーンも。（2019年）

### 映画
- sWinG maN スイングマン（2000年10月28日公開）
- ござまれじ（2003年4月26日公開）
- 下妻物語（2004年5月29日公開）- 組員
- 誰も知らない（2004年8月7日公開）- タクシー運転手・杉原
- 男前 泣いて笑って泥まみれ（2005年2月12日公開）
- ALWAYS 三丁目の夕日（2005年11月5日公開）- 電気屋の親父
- 晴れたらポップなボクの生活（2006年1月21日公開）- マーちゃん
- 花よりもなほ（2006年6月3日公開）- 孫三郎
- ゆれる（2006年7月8日公開）- 検察官・丸尾明人
- 松ヶ根乱射事件（2007年2月24日公開）- 西岡佑二
- パッチギ! LOVE&PEACE（2007年5月19日公開）- 済州島の船長
- ペルソナ（2008年1月26日公開）
- ぐるりのこと。（2008年6月7日公開）- 夏目先輩（佐藤カナオの先輩）
- 西の魔女が死んだ（2008年6月21日公開）- ゲンジ
- フライング☆ラビッツ（2008年9月13日公開）- 赤帽の男
- 252 生存者あり（2008年12月6日公開）- 藤井圭介
- 銀座愛物語 クラブアンダルシア（2009年1月17日公開）- 横山
- 少年メリケンサック（2009年2月14日公開）- 作並春夫
- ニセ札（2009年4月11日公開、長編初監督作品）- 花村典兵衛
- 色即ぜねれいしょん（2009年8月15日公開）- 池山の父
- 板尾創路の脱獄王（2010年1月16日公開）- 竜崎
- ハナミズキ（2010年8月21日公開）- 遠藤真人
- ワラライフ!!（2011年2月5日公開、監督2作目）- 写真屋の店主
- セデック・バレ 第一部 太陽旗／第二部 虹の橋（賽徳克・巴莱、2011年9月9日台湾に公開、ウェイ・ダーション監督）- 佐塚愛佑
- オムライス（2011年9月24日公開、監督3作目）
- 月光ノ仮面（2012年1月14日公開）- 平尾小隊長
- 恐竜を掘ろう（2013年3月30日公開）
- ジャッジ!（2014年1月11日公開）- CMディレクター
- 花と蛇ZERO（2014年5月17日公開）- 馬場警部
- 銀座並木通り クラブアンダルシア（2014年9月13日公開）- 杉本
- 25 NIJYU-GO（2014年11月1日公開）- 屋台の親父
- ズタボロ（2015年5月9日公開）- 猛身
- Zアイランド（2015年5月16日公開）- 竹下組幹部 反町組組長 反町
- 木屋町DARUMA（2015年10月3日）- 古澤武志
- 闇金ドッグス4（2016年12月10日公開）- 塚西五郎
- ブレイブX 極道十勇士（2017年8月31日公開）- 武富勝男
- ワレワレハワラワレタイ ウケたら、うれしい。それだけや。（2017年10月21日公開）- 監督・インタビュアー
- カーラヌカン（2018年3月10日公開）- 遠藤秀明
- single mom 優しい家族。a sweet family（2018年10月6日公開）- 大西鉄二
- 笑顔の向こうに（2019年2月15日公開）
- 決算! 忠臣蔵（2019年11月22日公開）- 原惣右衛門
- 劇場版シグナル 長期未解決事件捜査班（2021年4月2日公開）- 山田勉[24]
- 種まく旅人〜華蓮のかがやき〜（2021年4月2日公開）- 特別出演[25]
- 僕が君の耳になる（2021年6月25日公開）
- ある家族（2021年7月30日公開）
- 京都カマロ探偵 (2022年6月17日公開、マグネタイズ)　- 木村祐吉
- チコちゃんに叱られる！on STAGE そのとき歴史はチコっと動いた！（2022年10月7日公開）- チコちゃん（声の出演）
- 月下香（2022年10月28日公開）- ラジオ番組プロデューサー[26]
- 首（2023年11月23日公開） - 曽呂利新左衛門[27][28]
- アンジーのBARで逢いましょう（2025年4月4日公開）[29]
- ゴッドマザー〜コシノアヤコの生涯〜（2025年5月23日公開） - 小篠甚一 役[30]

### Vシネマ
- 浪商のヤマモトじゃ! シリーズ（GPミュージアムソフト）全2作- テツ
  - 浪商のヤマモトじゃ! 喧嘩野球編（2003年）
  - 浪商のヤマモトじゃ! 大阪総番長編（2004年）
- 若頭暗殺史 修羅の男たち1・2（2016年12月、2017年1月、オールインエンタテインメント）- 山東連合会京島組組長付 張夏男
- 裏切りの仁義1・2（2017年4月7日・5月5日、オールインエンタテインメント）- 警視庁 組織犯罪対策課 警部 田所明宏
- 極道十勇士（2017年11月3日、オールインエンタテインメント）- 武富会会長 武富勝男

### 舞台
- ウィー・トーマス（2006年6月、演出：長塚圭史、PARCO劇場）- ダニー
- 吉本百年物語 わらわし隊、大陸を行く（2012年8月、なんばグランド花月）- 玉松一郎

### 劇場版アニメ
- 劇場版 どうぶつの森（2006年12月16日公開）- リセットさん

### ゲーム
- 龍が如く 極2（2017年12月7日発売、PlayStation 4）- 別所勉

### DVD
- EP FILMS DVD 03rd EP FILM 「ザ・ヘルメタルズ」／07th EP FILM 「上を向いて歩こう」／21st EP FILM「スワンのナミダ」（2010年7月7日、よしもとアールアンドシー）

## 著書
- キムラの目（シンコーミュージック）
- 木村料理道 THE NABE キム'sスタイル（実業之日本社）
- 木村料理道2 THE SARA キム'sスタイル（実業之日本社）
- キムラの目（実業之日本社）
- キム兄の感じ。（マガジンハウス）
- キム兄の人間設計図（生活文化出版）

## ディスコグラフィー

### シングル
- 虹色橋（1997年、イーストウエスト・ジャパン) - 山田花子とキムラ・チャン

キムラ・チャン名義で参加。つんくプロデュースの山田花子とのデュエットシングル。つんく、高山厳、富永美樹との競作。山田花子の歌が下手だったことにより抗議が殺到し、有線放送では放送禁止となった。